# Rukavac (strojarstvo)
Rukavac, u strojarstvu, je dio osovine ili vratila koji leži u ležaju (na primjer klizni ležaj ili kuglični ležaj). Rukavci su, dakle, dijelovi osovina i vratila koji se vrte u kliznim ili valjnim ležajima (ili se ležajevi vrte na osovinama). Oni mogu biti različito oblikovani, a prije svega moraju imati glatku površinu koja se postiže finim tokarenjem, brušenjem ili poliranjem. Za ostale dijelove osovine ili vratila obično nije potrebna tako fina strojna obrada. Kod sjedala ležaja polumjer prijelaza vratila mora biti manji od zaobljenja rubova ležajeva, kako bi se ležaj mogao potisnuti do odgovarajućeg naslona. Često su na mjestima ležajeva predviđeni i odgovarajući žljebovi za krajeve alata koji omogućuju lakšu obradu rukavaca osovina ili vratila, te istovremeno osiguravaju dobro namještanje ležajeva uz odgovarajući naslon.
Osovine i vratila imaju obično dva rukavca, to jest ležaja, a dugačka i jače opterećena vratila više njih, na primjer koljenasto vratilo motora. Osovine i vratila su rijetko jednakog promjera po čitavoj duljini. Najčešće su stupnjevani, to jest pojedini dijelovi imaju različite promjere. 

## Podjela
Rukavci kod osovina ili vratila su cilindrična, konična ili kuglasta rotacijska tijela koja se u ležajima okreću ili miruju (pokretni ili nepomični rukavac).

### Nosivi rukavci
Nosivi rukavci su opterećeni poprečno na os rukavca. Rukavci koji se nalaze na krajevima osovine ili vratila nazivaju se čeoni rukavci, a unutar toga unutarnji rukavci. 
Ojačanja (vijenac) ili stanjenja, služe za preuzimanje malih uzdužnih sila kao uzdužno (aksijalno) osiguranje položaja. Visina vijenca najčešće iznosi 0,1∙d, a širina od 0,1 do 0,15∙d. Umjesto vijenca može se naprešati i prstenove ili kod umjerenih sila postavne prstenove osigurati vijkom ili zatikom. 

### Kuglasti rukavci
Kuglasti rukavci omogućuju kutnu pokretljivost osovine, ali zbog nepovoljnog trenja nisu prikladni kao rotacijski rukavci. Često je iz proizvodno-tehničkih razloga ili zbog vezanja uz materijal korisno da se rukavac izrađuje posebno s vijčanim nastavkom ili nastavkom koji se uprešava, na primjer rukavac ručice. 

### Potporni rukavac
Potporni rukavac ili uporni rukavac aksijalno (uzdužno) je opterećen, te služi kao podupora osovine ili vratila. Za male pritiske zadovoljava pun uporni rukavac. Budući da je brzina klizanja na obodu najveća, a u sredini nula, rukavac se nejednako troši i ne ostaje ravan. Teoretski je u centru površinski tlak beskonačno velik, što može dovesti do poteškoća prigodom podmazivanja. Upotrebom prstenastog potpornog rukavca smanjuje se ovaj nedostatak. Povoljno je da se kaljeni rukavac oslanja na potpornu ploču, kaljenu ili od lijevana željeza. Lećasta uporna ploča nastavlja se (podešava se) sama prema potpornoj kliznoj plohi. Kuglasti rukavci podešavaju se isto tako sami kao rotacijski rukavci; nisu podesni zbog nepovoljna trenja.

## Materijali osovina
Pri izboru materijala za osovine i vratila potrebno je, osim karakteristika čvrstoće, uzeti u obzir i otpornost materijala na koncentraciju naprezanja, te otpornost na koroziju. Posebno je karakteristično za čelike visoke čvrstoće da su osjetljivi na koncentraciju naprezanja koja nastaje uz prijelaze s jednog na drugi promjer, uz žljebove za pera i klinove, žljebove za uskočnike i slično. Za izradu osovina i vratila upotrebljavaju se konstrukcijski čelici, poboljšani čelici i čelici za cementiranje. 
Sve osovine i vratila, a naročito ako su vučene i hladno vučene, a nisu normalizirane, imaju zaostala naprezanja: veliki tlak na površinskom sloju, a niski vlak u jezgri. Poslije rezanja, a naročito poslije izrade utora za klin, ravnoteža zaostalih naprezanja se naruši, i osovina se savine bez djelovanja vanjskog opterećenja. Ovaj progib iznosi čak oko 1 mm za osovinu promjera ∅ 50 na duljini utora od 1000 mm. Zato je obvezna završna obrada nakon rezanja utora za klin. Obično brušenje samo dosjednih ploha zadovoljava. Rukavci, prijelazi, dosjedi, mjesta za brtvenice i sl., fino se tokare ili bruse, odnosno komprimiraju, lepuju ili obrađuju superfiniš postupkom. Ova završna obrada se bezuvjetno radi poslije toplinske obrade.
Zbog naglih promjena presjeka uzrokovanih prijelazima s manjega na veći promjer i obrnuto, utorima za uskočnike, rupama itd., osovine i vratila u pravilu trpe veliku koncentraciju naprezanja. Pri titrajućem (cikličkom) opterećenju ovo može dovesti do loma materijala zbog umora materijala. Odgovarajućim oblikovanjem, posebno oko kritičnih mjesta, ova opasnost se može znatno ili potpuno ukloniti.